# Alcatel One Touch Scribe HD
De Alcatel One Touch Scribe HD is een phablet van de Franse fabrikant Alcatel-Lucent. Het toestel wordt geleverd met Android-versie 4.1. De phablet werd 2013 uitgebracht.
De Scribe HD heeft een schermdiagonaal van 5 inch (12,7 cm). Het aanraakscherm heeft een resolutie van 1280 x 720 px en pixeldichtheid van 294 ppi. De Scribe HD draait op een quadcore-processor van 1,2 GHz met een werkgeheugen van 1 GB. Aan de achterkant van de phablet bevindt zich een 8 megapixelcamera en aan de voorkant een camera om mee te kunnen videobellen.